# Volcà de Rocanegra
El Volcà de Rocanegra és un volcà extint situat al municipi de Santa Pau, a la comarca catalana de la Garrotxa. Forma part de la Zona Volcànica de la Garrotxa, de la qual és considerat el volcà d'erupció més recent (durant l'Holocè).
Tot i que la seva edat es desconeix, és anterior a l'erupció del volcà del Croscat (que va erupcionar fa uns 11.500-13.000 anys), perquè els dipòsits del Rocanegra cobreixen els dipòsits freatomagmàtics del volcà del Croscat i no estan coberts per les seves cendres. El volum estimat del magma que va erupcionar és de 0.01 km3.
D'aquest volcà es va extreure greda.